# Streptococcus pneumoniae
El pneumococ (Streptococcus pneumoniae) és un eubacteri diplococ grampositiu i alfa-hemolític del gènere dels estreptococs. Mesura 1,2–1,8 µm de longitud, és immòbil i no forma endòspores. L'experiment de Griffith va demostrar el procés de transformació bacteriana utilitzant dues soques diferents d'aquest microorganisme.
És un patogen humà que pot causar diverses infeccions i processos invasius greus. Fou el major causant de pneumònia a la darreria finals del segle xix. És un patogen que pràcticament només afecta l'espècie humana, i és el responsable d'un gran nombre d'infeccions com ara pneumònia, sinusitis, peritonitis, otitis mitjana, meningitis, osteomielitis, endocarditis o pericarditis. Sobretot afecta gent gran, la mainada i persones immunodeprimides. Streptococcus pneumoniae és el bacteri responsable de la majoria de meningitis en adults i la mainada, mentre que la pneumònia causada pel pneumococ és més comú en infants i gent gran. El pneumococ viu a la nasofaringe humana i la colonització es pot produir durant els primers dies de vida.